# Пантільяте
Пантільяте (італ. Pantigliate) — муніципалітет в Італії, у регіоні Ломбардія, метрополійне місто Мілан.
Пантільяте розташоване на відстані близько 470 км на північний захід від Рима, 13 км на схід від Мілана.
Населення — 6036 осіб (2014).

## Демографія
Населення за роками:

Станом на 1 січня 2023 року в муніципалітеті офіційно проживало 628 іноземців з 47 країн, серед них 213 громадян країн Євросоюзу та 32 громадяни України.

## Сусідні муніципалітети
- Меділья
- Песк'єра-Борромео
- Родано
- Сеттала